# Hugo Budinger
Hugo Budinger, född 10 juni 1927 i Düsseldorf, död 7 oktober 2017 i Köln, var en tysk före detta landhockeyspelare.
Budinger blev olympisk bronsmedaljör i landhockey vid sommarspelen 1956 i Melbourne.